# Nekrolog Dezember 2017
Nekrolog
◄◄
| ◄
| 2013
| 2014
| 2015
| 2016
| 2017 | 2018 | 2019 | 2020 | 2021 | ►
Januar |
Februar |
März |
April |
Mai |
Juni |
Juli |
August |
September |
Oktober |
November |
Dezember 2017
Weitere Ereignisse | Allgemeiner Nekrolog 2017
Die Beschreibung der verstorbenen Person sollte so kurz wie möglich gehalten sein und nur deren signifikante Tätigkeit(en) enthalten.
Neue Namen ggf. auch unter dem Geburts- und Sterbedatum, also etwa unter 1. Januar und im Geburts- und Sterbejahr (2024) eintragen (nur bei entsprechender großer Wichtigkeit). Für Beispiele siehe die schon vorhandenen Artikel.
Außerdem über die fünf zuletzt Verstorbenen, zu denen es einen ausreichend guten Artikel für eine Präsentation auf der Hauptseite gibt, nach der todesbedingten Überarbeitung der Artikel ggf. auch unter Wikipedia Diskussion:Hauptseite informieren und sie am besten auch in den anderen Wikipedia-Sprachversionen eintragen. Tipp: Regelmäßig bei news.google.de nach „ist tot“, „gestorben“ oder „verstorben“ suchen.
Wenn eine Person gestorben ist, gibt es viele Seiten zu dieser Person in der Wikipedia, die davon auch betroffen sind und entsprechend aktualisiert werden müssen. Beispiele: Namenübersichtsseite, Geburtsjahr, Geburtsort-Seiten und viele mehr.
Wie finde ich die betroffenen Seiten?
Im Suchfeld auf der linken Seite gibt man den Suchbegriff so ein: „Vorname Nachname“. Dann klickt man auf Volltext und alle Seiten mit entsprechendem Suchtext werden aufgerufen. Hier sieht man dann schnell, wo auch das Todesjahr Sinn macht oder sogar ein Teil des Artikels angepasst werden muss. Auch hilft das „Werkzeug“ auf der linken Seite sehr gut, um solche Seiten aufzufinden: „Links auf diese Seite“. Somit ist die Wikipedia wieder aktuell in allen Bereichen! Hinweis: bei Eintragung der Kategorie „Gestorben JAHR“ wird der Missbrauchsfilter 49 ausgelöst, was jedoch nicht schlimm ist. Siehe: Spezial:Missbrauchsfilter/49
Dies ist eine Liste von im Dezember 2017 verstorbenen bekannten Persönlichkeiten. Die Einträge erfolgen innerhalb der einzelnen Daten alphabetisch sortiert. Tiere sind im Nekrolog für Tiere zu finden.

## Dezember
| Tag          | Name                             | Beruf, bekannt als                                                                           | Alter | Beleg |
| ------------ | -------------------------------- | -------------------------------------------------------------------------------------------- | ----- | ----- |
| 31. Dezember | Richard Cousins                  | britischer Manager                                                                           | 58    |       |
| 31. Dezember | Clément Fecteau                  | kanadischer Bischof                                                                          | 84    |       |
| 31. Dezember | Frédéric Forte                   | französischer Basketballspieler, -trainer und -funktionär                                    | 47    |       |
| 31. Dezember | Eleonore Güllenstern             | deutsche Kommunalpolitikerin                                                                 | 88    |       |
| 31. Dezember | Luís Herbst                      | deutscher Bischof und Ordensgeistlicher                                                      | 92    |       |
| 31. Dezember | Aravind Joshi                    | US-amerikanisch-indischer Computer- und Kognitionswissenschaftler                            | 88    |       |
| 31. Dezember | Robert E. Lane                   | US-amerikanischer Politikwissenschaftler                                                     | 100   |       |
| 31. Dezember | Hermann Rudolf Marx              | deutscher Jurist und Politiker                                                               | 93    |       |
| 31. Dezember | Maurice Peress                   | US-amerikanischer Dirigent                                                                   | 87    |       |
| 31. Dezember | Werner Schilling                 | deutscher Sportjournalist                                                                    | 86    |       |
| 31. Dezember | José Sousa Gómez                 | spanisch-venezolanischer Filmproduzent                                                       | 66    |       |
| 31. Dezember | Wolfgang Vetters                 | österreichischer Geologe und Archäologe                                                      | 73    |       |
| 31. Dezember | Larry Winn                       | US-amerikanischer Politiker                                                                  | 98    |       |
| 30. Dezember | Hanery Amman                     | Schweizer Musiker                                                                            | 65    |       |
| 30. Dezember | Harold Balazs                    | US-amerikanischer Bildhauer und Künstler                                                     |       |       |
| 30. Dezember | Robert N. Clayton                | kanadisch-US-amerikanischer Geochemiker und Kosmochemiker                                    | 87    |       |
| 30. Dezember | András Cseh                      | ungarischer Trickfilmregisseur                                                               | 90    |       |
| 30. Dezember | Marie-Christine Hellmann         | französische Archäologin                                                                     | ≈67   |       |
| 30. Dezember | Richard Krummel                  | US-amerikanischer Germanist                                                                  | 92    |       |
| 30. Dezember | Thomas Leif                      | deutscher Journalist, Autor und Politologe                                                   | 58    |       |
| 30. Dezember | Joseph M. Perillo                | US-amerikanischer Rechtswissenschaftler                                                      | 84    |       |
| 30. Dezember | Hildegard Peters                 | deutsche Malerin                                                                             | 94    |       |
| 30. Dezember | Erich Purk                       | deutscher Geistlicher                                                                        | 78    |       |
| 30. Dezember | Lieselotte Rau                   | deutsche Schauspielerin                                                                      | 88    |       |
| 30. Dezember | Çingiz Sadıqov                   | aserbaidschanischer Pianist                                                                  | 88    |       |
| 30. Dezember | Jonathan Z. Smith                | US-amerikanischer Religionshistoriker                                                        | 79    |       |
| 30. Dezember | Bernd Spier                      | deutscher Schlagersänger                                                                     | 73    |       |
| 30. Dezember | Gyöngyi Szalay-Horváth           | ungarische Fechterin                                                                         | 49    |       |
| 30. Dezember | Tamagawa Tsuneo                  | japanischer Mathematiker                                                                     | 92    |       |
| 30. Dezember | Tatsuro Toyoda                   | japanischer Automobilmanager                                                                 | 88    |       |
| 30. Dezember | Khalid Shameem Wynne             | pakistanischer General                                                                       | 64    |       |
| 29. Dezember | Ferdinand Bock                   | deutscher Fußballfunktionär                                                                  | 89    |       |
| 29. Dezember | Siegfried Brumme                 | deutscher Antiquar                                                                           | 90    |       |
| 29. Dezember | Vicente Rodrigo Cisneros Durán   | ecuadorianischer Erzbischof                                                                  | 83    |       |
| 29. Dezember | Peggy Cummins                    | britische Schauspielerin                                                                     | 92    |       |
| 29. Dezember | Carmen Franco y Polo             | spanische Adelige und Faschistin                                                             | 91    |       |
| 29. Dezember | Erhard Heinz                     | deutscher Mathematiker                                                                       | 93    |       |
| 29. Dezember | Johannes Hösle                   | deutscher Romanist und Literaturwissenschaftler                                              | 88    |       |
| 29. Dezember | Pedro Osinaga                    | spanischer Schauspieler                                                                      | 81    |       |
| 29. Dezember | Elisabeth Piirainen              | deutsche Sprachwissenschaftlerin                                                             | 74    |       |
| 29. Dezember | John Portman                     | US-amerikanischer Architekt                                                                  | 93    |       |
| 29. Dezember | Herbert Reinoß                   | deutscher Lektor, Herausgeber und Schriftsteller                                             | 82    |       |
| 29. Dezember | Karl-August Schaal               | deutscher Politiker                                                                          | 82    |       |
| 29. Dezember | Franz Schneider                  | deutscher Theologe und Liturgiewissenschaftler                                               | 85    |       |
| 29. Dezember | Lawrence E. Stager               | US-amerikanischer Archäologe                                                                 | 74    |       |
| 28. Dezember | Eoin Bourke                      | irischer Germanist und Übersetzer                                                            | 78    |       |
| 28. Dezember | Seleno Clarke                    | US-amerikanischer Musiker                                                                    | 87    |       |
| 28. Dezember | Giulio Einaudi                   | italienischer Erzbischof                                                                     | 89    |       |
| 28. Dezember | Edeltraut Elsner                 | deutsche Schauspielerin                                                                      | 81    |       |
| 28. Dezember | Sue Grafton                      | US-amerikanische Schriftstellerin                                                            | 77    |       |
| 28. Dezember | Norman Grimard                   | kanadischer Politiker                                                                        | 92    |       |
| 28. Dezember | Nina Grunenberg                  | deutsche Journalistin und Buchautorin                                                        | 81    |       |
| 28. Dezember | Jean-François Hory               | französischer Politiker                                                                      | 68    |       |
| 28. Dezember | Rose Marie                       | US-amerikanische Schauspielerin                                                              | 94    |       |
| 28. Dezember | Ronit Matalon                    | israelische Schriftstellerin                                                                 | 58    |       |
| 28. Dezember | Melton Mustafa                   | US-amerikanischer Jazzmusiker                                                                | 70    |       |
| 28. Dezember | Walther Schmid                   | österreichischer Chemiker                                                                    | 60    |       |
| 28. Dezember | Harald Schweizer                 | deutscher Theologe und Sprachwissenschaftler                                                 | 73    |       |
| 28. Dezember | Rubens Augusto de Souza Espínola | brasilianischer Bischof                                                                      | 89    |       |
| 28. Dezember | Recy Taylor                      | US-amerikanisches Opfer von Rassismus                                                        | 97    |       |
| 28. Dezember | Stanisław Terlecki               | polnischer Fußballspieler                                                                    | 62    |       |
| 28. Dezember | Jean-Luc Vez                     | Schweizer Verwaltungsjurist                                                                  | 60    |       |
| 28. Dezember | Ulrich Wegener                   | deutscher Brigadegeneral                                                                     | 88    |       |
| 28. Dezember | Francis Wyndham                  | britischer Schriftsteller und Journalist                                                     | 93    |       |
| 27. Dezember | Ben Barres                       | US-amerikanischer Biologe und Mediziner                                                      | 63    |       |
| 27. Dezember | Fernando Birri                   | argentinischer Filmemacher                                                                   | 92    |       |
| 27. Dezember | Osvaldo Fattori                  | italienischer Fußballspieler und -trainer                                                    | 95    |       |
| 27. Dezember | Bernard Gordon Lennox            | britischer Offizier                                                                          | 85    |       |
| 27. Dezember | Thomas Hunter                    | US-amerikanischer Schauspieler                                                               | 85    |       |
| 27. Dezember | Martin Keune                     | deutscher Schriftsteller                                                                     | 58    |       |
| 27. Dezember | Erwin Kuntz                      | deutscher Internist                                                                          | 95    |       |
| 27. Dezember | Gerhard Neumann                  | deutscher Germanist                                                                          | 83    |       |
| 27. Dezember | Heinz Oelze                      | deutscher Fußballer                                                                          | 70    |       |
| 27. Dezember | Jürg Ramspeck                    | Schweizer Journalist                                                                         | 81    |       |
| 27. Dezember | Lothar Schämer                   | deutscher Fußballspieler                                                                     | 77    |       |
| 27. Dezember | Colin Tench                      | britischer Gitarrist                                                                         | 63    |       |
| 26. Dezember | Johnny Bower                     | kanadischer Eishockeyspieler                                                                 | 93    |       |
| 26. Dezember | Jozsef Burjan                    | ungarischer Fußballspieler                                                                   | 82    |       |
| 26. Dezember | Aracy Cardoso Fróes              | brasilianische Schauspielerin                                                                | 86    |       |
| 26. Dezember | Gerd Cintl                       | deutscher Ruderer                                                                            | 79    |       |
| 26. Dezember | Grzegorz Dogil                   | polnisch-österreichischer Sprachwissenschaftler                                              | 65    |       |
| 26. Dezember | Gerd Hennig                      | deutscher Fußballschiedsrichter                                                              | 82    |       |
| 26. Dezember | Alajos Kálmán                    | ungarischer Chemiker und Kristallograph                                                      | 82    |       |
| 26. Dezember | Hanns-Georg Kilian               | deutscher Physiker                                                                           | 92    |       |
| 26. Dezember | Gualtiero Marchesi               | italienischer Koch                                                                           | 87    |       |
| 26. Dezember | Horst Meyer                      | deutscher Tiermediziner                                                                      | 85    |       |
| 26. Dezember | Manfred Müller-Küppers           | deutscher Psychiater                                                                         | 92    |       |
| 26. Dezember | Waltraut Rubien                  | deutsche Pädagogin                                                                           | 90    |       |
| 26. Dezember | Hans Saner                       | Schweizer Philosoph                                                                          | 83    |       |
| 26. Dezember | Francis Walmsley                 | britischer Bischof                                                                           | 91    |       |
| 26. Dezember | Theodor Zühlsdorf                | deutscher Manager                                                                            | 91    |       |
| 25. Dezember | Heinz Ahrens                     | deutscher Industriemanager                                                                   | 82    |       |
| 25. Dezember | Franz Josef Görtz                | deutscher Journalist und Schriftsteller                                                      | 70    |       |
| 25. Dezember | Claude Haldi                     | Schweizer Automobilrennfahrer                                                                | 75    |       |
| 25. Dezember | Francess Halpenny                | kanadische Herausgeberin                                                                     | 98    |       |
| 25. Dezember | Klaus Heitmann                   | deutscher Romanist und Literaturwissenschaftler                                              | 87    |       |
| 25. Dezember | Oliver Ibielski                  | deutscher Ruderer                                                                            | 46    |       |
| 25. Dezember | Stanisław Kędziora               | polnischer Bischof                                                                           | 83    |       |
| 25. Dezember | Erich Kellerhals                 | deutscher Unternehmer                                                                        | 78    |       |
| 25. Dezember | Konstantin Saldastanischwili     | georgischer Diplomat                                                                         | 57    |       |
| 25. Dezember | Edgar Schatz                     | deutscher Radrennfahrer                                                                      | 93    |       |
| 25. Dezember | Wladimir Schainski               | sowjetischer bzw. russischer Komponist                                                       | 92    |       |
| 25. Dezember | Willie Toweel                    | südafrikanischer Boxer                                                                       | 83    |       |
| 24. Dezember | Lynne Rudder Baker               | US-amerikanische Philosophin                                                                 | 73    |       |
| 24. Dezember | Ruedi Bantle                     | Schweizer Politiker                                                                          | 91    |       |
| 24. Dezember | Inge Flimm                       | deutsche Theaterregisseurin und Schauspielerin                                               | 79    |       |
| 24. Dezember | Klaus-Dieter Brunotte            | deutscher Schriftsteller                                                                     | 69    |       |
| 24. Dezember | Manfred Dahlmann                 | deutscher Autor, Publizist und Herausgeber                                                   | 65    |       |
| 24. Dezember | Friedrich Haarhaus               | deutscher Maler und Grafiker                                                                 | 92    |       |
| 24. Dezember | Josef Hofmeister                 | deutscher Politiker                                                                          | 89    |       |
| 24. Dezember | Jimmie C. Holland                | US-amerikanische Medizinerin                                                                 | 89    |       |
| 24. Dezember | Siegfried Hübner                 | deutscher Theologe                                                                           | 94    |       |
| 24. Dezember | Samuel H. M. Jones               | gambischer Diplomat und Kolumnist                                                            | 94    |       |
| 24. Dezember | Vello Lind                       | estnischer Agronom und Politiker                                                             | 81    |       |
| 24. Dezember | Heather Menzies                  | kanadische Schauspielerin                                                                    | 68    |       |
| 24. Dezember | Luan Peters                      | britische Schauspielerin und Sängerin                                                        | 71    |       |
| 24. Dezember | Andrei Salisnjak                 | russischer Linguist                                                                          | 82    |       |
| 24. Dezember | Friedbert Streller               | deutscher Musikwissenschaftler                                                               | 86    |       |
| 24. Dezember | Ionel Valentin Vlad              | rumänischer Ingenieurwissenschaftler und Physiker                                            | 74    |       |
| 24. Dezember | Helmut Zielinski                 | deutscher Theologe und Medizinethiker                                                        | 73    |       |
| 23. Dezember | Enno Burmeister                  | deutscher Architekt                                                                          | 88    |       |
| 23. Dezember | Manolo Bolognini                 | italienischer Filmproduzent                                                                  | 92    |       |
| 23. Dezember | Grzegorz Chwiendacz              | polnischer Radrennfahrer                                                                     | 85    |       |
| 23. Dezember | William G. Curlin                | US-amerikanischer Bischof                                                                    | 90    |       |
| 23. Dezember | Volli Kalm                       | estnischer Geologe und Universitätsrektor                                                    | 64    |       |
| 23. Dezember | Gerhard Klotz                    | deutscher Botaniker                                                                          | 89    |       |
| 23. Dezember | Héctor Morera Vega               | costa-ricanischer Bischof                                                                    | 91    |       |
| 23. Dezember | Neftalí Rivera                   | puerto-ricanischer Basketballspieler                                                         | 69    |       |
| 23. Dezember | Kurt Schulzke                    | deutscher Maler, Musiker und Autor                                                           | 67    |       |
| 23. Dezember | Thomas Stanford                  | US-amerikanischer Filmeditor                                                                 | 93    |       |
| 23. Dezember | Rudolf Trachsel                  | Schweizer Ingenieur                                                                          | 90    |       |
| 23. Dezember | Kraft Waentig                    | deutscher Unternehmer                                                                        | 90    |       |
| 23. Dezember | Greta Wehner                     | deutsche Stiftungsgründerin                                                                  | 93    |       |
| 23. Dezember | Mark Whittow                     | britischer Historiker und Byzantinist                                                        | 60    |       |
| 22. Dezember | Gerhard Andlinger                | österreichisch-amerikanischer Unternehmer und Milliardär                                     | 86    |       |
| 22. Dezember | Alfred Benninghoven              | deutscher Physiker                                                                           | 85    |       |
| 22. Dezember | Gerald B. Greenberg              | US-amerikanischer Filmeditor                                                                 | 81    |       |
| 22. Dezember | Erwin Hauer                      | österreichisch-US-amerikanischer Bildhauer                                                   | 91    |       |
| 22. Dezember | Banwari Lal Joshi                | indischer Politiker                                                                          | 81    |       |
| 22. Dezember | Leon Kamin                       | US-amerikanischer Psychologe                                                                 | 89    |       |
| 22. Dezember | Jason Lowndes                    | australischer Radrennfahrer                                                                  | 23    |       |
| 22. Dezember | Pam The Funkstress               | US-amerikanische DJ                                                                          | 51    |       |
| 22. Dezember | Jean Revaclier                   | Schweizer Politiker                                                                          | 85    |       |
| 21. Dezember | Lisa Berg                        | luxemburgische Cellistin und Komponistin                                                     | 39    |       |
| 21. Dezember | Alfred Diwersy                   | deutscher Verleger                                                                           | 87    |       |
| 21. Dezember | Dick Enberg                      | US-amerikanischer Sportreporter                                                              | 82    |       |
| 21. Dezember | Eugen Fleischmann                | deutscher Politiker                                                                          | 76    |       |
| 21. Dezember | Dominic Frontiere                | US-amerikanischer Komponist                                                                  | 86    |       |
| 21. Dezember | Hansueli Gygax                   | Schweizer Handballspieler                                                                    | 75    |       |
| 21. Dezember | Elke Herrmann                    | deutsche Politikerin                                                                         | 61    |       |
| 21. Dezember | Lynn Hoffman                     | US-amerikanische Sozialarbeiterin und Psychotherapeutin                                      | 93    |       |
| 21. Dezember | Arno Köörna                      | estnischer bzw. sowjetischer Ökonom                                                          | 91    |       |
| 21. Dezember | Hans Leciejewski                 | deutscher Basketball- und Handballspieler                                                    | 73    |       |
| 21. Dezember | Wolfgang Ludewig                 | deutscher Komponist und Rundfunkautor                                                        | 91    |       |
| 21. Dezember | Renan Martins                    | brasilianischer Fußballspieler                                                               | 20    |       |
| 21. Dezember | Bruce McCandless                 | US-amerikanischer Astronaut                                                                  | 80    |       |
| 21. Dezember | Francelino Pereira               | brasilianischer Politiker                                                                    | 96    |       |
| 21. Dezember | June Rowlands                    | kanadische Politikerin                                                                       | 93    |       |
| 21. Dezember | Roswell Rudd                     | US-amerikanischer Posaunist                                                                  | 82    |       |
| 21. Dezember | Mario Wiesendanger               | Schweizer Neurophysiologe                                                                    | 86    |       |
| 21. Dezember | Yi Cheng                         | chinesischer Mönch                                                                           | 91    |       |
| 20. Dezember | William Agee                     | US-amerikanischer Manager                                                                    | 79    |       |
| 20. Dezember | Elliott Antokoletz               | US-amerikanischer Musikwissenschaftler                                                       | 75    |       |
| 20. Dezember | Muhammad Mustafa Azami           | indisch-saudi-arabischer Islamwissenschaftler                                                | ≈85   |       |
| 20. Dezember | Harold Barclay                   | US-amerikanischer Anthropologe                                                               | 93    |       |
| 20. Dezember | Rosa Brítez                      | paraguayische Keramikerin                                                                    | 76    |       |
| 20. Dezember | Carolyn Cohen                    | US-amerikanische Biologin und Biophysikerin                                                  | 88    |       |
| 20. Dezember | Archibald A. M. Duncan           | britischer Historiker                                                                        | 91    |       |
| 20. Dezember | Annie Goetzinger                 | französische Comiczeichnerin                                                                 | 66    |       |
| 20. Dezember | Jean-Jacques Guyon               | französischer Reitsportler                                                                   | 84    |       |
| 20. Dezember | Klaus-Dieter Hübner              | deutscher Politiker                                                                          | 66    |       |
| 20. Dezember | Wolfgang Lauinger                | deutscher LGBT-Aktivist                                                                      | 99    |       |
| 20. Dezember | Bernard Francis Law              | US-amerikanischer Kardinal                                                                   | 86    |       |
| 20. Dezember | Roland Möller                    | deutscher Restaurator                                                                        | 82    |       |
| 20. Dezember | Randolph Quirk, Baron Quirk      | britischer Linguist und Politiker                                                            | 97    |       |
| 20. Dezember | Yamamoto Ken’ichi                | japanischer Automobilingenieur und -manager                                                  | 95    |       |
| 19. Dezember | Lito Cruz                        | argentinischer Schauspieler                                                                  | 76    |       |
| 19. Dezember | Célestin Gaombalet               | zentralafrikanischer Politiker                                                               | 75    |       |
| 19. Dezember | Clifford Irving                  | US-amerikanischer Autor                                                                      | 87    |       |
| 19. Dezember | Klaus-Peter Kantzer              | deutscher Chemiker und Manager                                                               | 82    |       |
| 19. Dezember | Hiep Thi Le                      | vietnamesisch-US-amerikanische Schauspielerin                                                | 46    |       |
| 19. Dezember | Marlies Leonardy-Rex             | deutsche Bildhauerin                                                                         | 81    |       |
| 19. Dezember | Rojin Matsuki                    | japanischer Maler                                                                            | 90    | ?     |
| 19. Dezember | Manuel Moneo                     | spanischer Flamenco-Sänger                                                                   | ≈68   |       |
| 19. Dezember | Ctibor Nečas                     | tschechischer Historiker                                                                     | 84    |       |
| 19. Dezember | René Pacheco                     | chilenischer Fußballspieler                                                                  |       |       |
| 19. Dezember | Gerd Reuter                      | deutscher Journalist                                                                         | 73    |       |
| 19. Dezember | Lona Rietschel                   | deutsche Comiczeichnerin                                                                     | 84    |       |
| 19. Dezember | Horst H. Siedentopf              | deutscher Manager und Wirtschaftswissenschaftler                                             | 76    |       |
| 19. Dezember | Peter Terry                      | britischer General                                                                           | 91    |       |
| 19. Dezember | Raban Tilmann                    | deutscher Geistlicher                                                                        | 77    |       |
| 19. Dezember | Richard Venture                  | US-amerikanischer Schauspieler                                                               | 94    |       |
| 19. Dezember | Rupert Wittek                    | deutscher Jurist                                                                             | 75    |       |
| 18. Dezember | Friedhelm Adolfs                 | deutscher Rentner                                                                            | 79    |       |
| 18. Dezember | François Conod                   | schweizerischer Schriftsteller und Übersetzer                                                | 72    |       |
| 18. Dezember | Uwe Faerber                      | deutscher Musikwissenschaftler                                                               | 93    |       |
| 18. Dezember | Wolf C. Hartwig                  | deutscher Filmproduzent                                                                      | 98    |       |
| 18. Dezember | Werner Hoppstock                 | deutscher Pianist                                                                            | 90    |       |
| 18. Dezember | Jonghyun                         | südkoreanischer Musiker                                                                      | 27    |       |
| 18. Dezember | Almuth Knigge                    | deutsche Journalistin                                                                        | 50    |       |
| 18. Dezember | Johan Christen Løken             | norwegischer Politiker                                                                       | 73    |       |
| 18. Dezember | Altero Matteoli                  | italienischer Politiker                                                                      | 77    |       |
| 18. Dezember | Peter Meusburger                 | österreichischer Geograph                                                                    | 75    |       |
| 18. Dezember | Ricardo Miledi                   | mexikanischer Neurobiologe                                                                   | 90    |       |
| 18. Dezember | Erik Nylén                       | schwedischer Archäologe                                                                      | 99    |       |
| 18. Dezember | Josef Pešice                     | tschechischer Fußballspieler und Fußballtrainer                                              | 67    |       |
| 18. Dezember | George Yod Phimphisan            | thailändischer Bischof                                                                       | 84    |       |
| 18. Dezember | Arseni Roginski                  | russischer Historiker und Menschenrechtler                                                   | 71    |       |
| 18. Dezember | Stephan Simeon                   | Schweizer Komponist und Chorleiter                                                           | 90    |       |
| 18. Dezember | Hannelore Weygand                | deutsche Dressurreiterin                                                                     | 93    |       |
| 17. Dezember | Wassilena Amsina                 | bulgarische Leichtathletin                                                                   | 75    |       |
| 17. Dezember | Pavel Brázda                     | tschechischer Maler                                                                          | 91    |       |
| 17. Dezember | Harold Cardwell                  | US-amerikanischer Jazzmusiker                                                                | 77    |       |
| 17. Dezember | Terry Cavanagh                   | kanadischer Politiker                                                                        | 91    |       |
| 17. Dezember | Guillermo León Escobar Herrán    | kolumbianischer Diplomat                                                                     | 73    |       |
| 17. Dezember | Ullabritt Horn                   | deutsche Dokumentarfilmerin                                                                  | 61    |       |
| 17. Dezember | Ernst Kochsiek                   | deutscher Klavier- und Cembalobaumeister                                                     | 82    |       |
| 17. Dezember | Francesco Leonetti               | italienischer Schriftsteller und Dichter                                                     | 93    |       |
| 17. Dezember | Kevin Mahogany                   | US-amerikanischer Jazzsänger                                                                 | 59    |       |
| 17. Dezember | Olaf Neumann                     | deutscher Mathematiker                                                                       | 79    |       |
| 17. Dezember | Galina Michailowna Popowa        | sowjetische Sprinterin und Weitspringerin                                                    | 85    |       |
| 17. Dezember | Ronald Rother                    | deutscher Geistlicher                                                                        | 73    |       |
| 17. Dezember | Edward L. Rowny                  | US-amerikanischer Offizier                                                                   | 100   |       |
| 17. Dezember | Hans Georg Zachau                | deutscher Biochemiker                                                                        | 87    |       |
| 16. Dezember | Ralph Carney                     | US-amerikanischer Saxophonist, Klarinettist und Komponist                                    | 61    |       |
| 16. Dezember | Leonard Ceglarski                | US-amerikanischer Eishockeyspieler und -trainer                                              | 91    |       |
| 16. Dezember | Juli Fábián                      | ungarische Sängerin                                                                          | 37    |       |
| 16. Dezember | Reinhart Fuchs                   | deutscher Schachmeister                                                                      | 83    |       |
| 16. Dezember | E. Hunter Harrison               | US-amerikanischer Eisenbahnunternehmer                                                       | 73    |       |
| 16. Dezember | Angela Kokkola                   | griechische Politikerin                                                                      | 85    |       |
| 16. Dezember | Rudolf Kröner                    | deutscher Fußballspieler und -trainer                                                        | 75    |       |
| 16. Dezember | Sharon Laws                      | britische Radrennfahrerin                                                                    | 43    |       |
| 16. Dezember | Michael Lucke                    | deutscher Schauspieler                                                                       | 62    |       |
| 16. Dezember | Bernd Lutterbeck                 | deutscher Datenschützer und Rechtsinformatiker                                               | 73    |       |
| 16. Dezember | Bodo Muche                       | deutscher Bronzebildhauer                                                                    | 78    |       |
| 16. Dezember | Erhard Ragwitz                   | deutscher Komponist und Hochschullehrer                                                      | 84    |       |
| 16. Dezember | Keely Smith                      | US-amerikanische Sängerin                                                                    | 89    |       |
| 16. Dezember | Z’EV                             | US-amerikanischer Musiker und Dichter                                                        | 66    |       |
| 15. Dezember | John Critchinson                 | britischer Jazzpianist                                                                       | 82    |       |
| 15. Dezember | Darlanne Fluegel                 | US-amerikanische Schauspielerin                                                              | 64    |       |
| 15. Dezember | Ilse Harms-Lipski                | deutsche Malerin und Illustratorin                                                           | 90    |       |
| 15. Dezember | Staffan Helmfrid                 | schwedischer Geograph und Universitätsrektor                                                 | 90    |       |
| 15. Dezember | Pierre Hohenberg                 | US-amerikanischer Physiker                                                                   | 83    |       |
| 15. Dezember | Tony Hunt                        | kanadischer Künstler                                                                         | 75    |       |
| 15. Dezember | Calestous Juma                   | kenianischer Biotechnologe                                                                   | 64    |       |
| 15. Dezember | Kazimierz Piechowski             | polnischer Ingenieur und Holocaust-Überlebender                                              | 98    |       |
| 15. Dezember | Nasta Pino                       | estnische Schriftstellerin und Journalistin                                                  | 83    |       |
| 15. Dezember | Ernest J. Revell                 | kanadischer Hebräist                                                                         | 83    |       |
| 15. Dezember | Jan-Erik Roos                    | schwedischer Mathematiker                                                                    | 82    |       |
| 15. Dezember | Ana Vela Rubio                   | spanische Altersrekordlerin                                                                  | 116   |       |
| 15. Dezember | Ibrahim Abu Thuraya              | palästinensischer Aktivist                                                                   | 29    |       |
| 15. Dezember | Radoslav Večerka                 | tschechischer Slawist                                                                        | 89    |       |
| 15. Dezember | Heinz Wolff                      | britischer Physiologe, Biotechnologe und Fernsehmoderator                                    | 89    |       |
| 14. Dezember | Manfred Cierpka                  | deutscher Psychiater                                                                         | 67    |       |
| 14. Dezember | Charles G. Cogan                 | US-amerikanischer Offizier und Autor                                                         | 88    |       |
| 14. Dezember | Ákos Császár                     | ungarischer Mathematiker                                                                     | 93    |       |
| 14. Dezember | Hubert Damisch                   | französischer Philosoph                                                                      | 89    |       |
| 14. Dezember | Bob Givens                       | US-amerikanischer Animator und Comicfigurenentwickler                                        | 99    |       |
| 14. Dezember | Björn M. Hausen                  | deutscher Mediziner                                                                          | 77    |       |
| 14. Dezember | Otto Kaiser                      | deutscher Theologe                                                                           | 93    |       |
| 14. Dezember | Karl-Erik Nilsson                | schwedischer Ringer                                                                          | 95    |       |
| 14. Dezember | Tamio Ōki                        | japanischer Synchronsprecher                                                                 | 89    |       |
| 14. Dezember | Hans Wolfgang Pemmer             | österreichischer Schauspieler                                                                | 67    |       |
| 14. Dezember | Charles Byron Renfrew            | US-amerikanischer Jurist und Wirtschaftsmanager                                              | 89    |       |
| 14. Dezember | R. C. Sproul                     | US-amerikanischer Theologe                                                                   | 78    |       |
| 14. Dezember | Marc Van Eeghem                  | belgischer Schauspieler                                                                      | 57    |       |
| 14. Dezember | Neeraj Vora                      | indischer Schauspieler, Drehbuchautor und Regisseur                                          | 54    |       |
| 14. Dezember | Lones Wigger                     | US-amerikanischer Sportschütze                                                               | 80    |       |
| 14. Dezember | Josef Wund                       | deutscher Architekt und Unternehmer                                                          | 79    |       |
| 14. Dezember | Albert Zimmermann                | deutscher Philosophiehistoriker                                                              | 89    | [ 1 ] |
| 13. Dezember | Carmen Aguiar de Lapacó          | argentinische Menschenrechtlerin                                                             | 94    |       |
| 13. Dezember | Jörg Benz                        | Schweizer Handballspieler                                                                    | 81    |       |
| 13. Dezember | Horst Bräunlich                  | deutscher Sportjournalist                                                                    | 90    |       |
| 13. Dezember | Bill Carney                      | US-amerikanischer Musiker                                                                    | 92    |       |
| 13. Dezember | Warrel Dane                      | US-amerikanischer Musiker                                                                    | 56    |       |
| 13. Dezember | John DeLamater                   | US-amerikanischer Sozialpsychologe und Sexualwissenschaftler                                 | 77    |       |
| 13. Dezember | Simon Dickie                     | neuseeländischer Ruderer                                                                     | 66    |       |
| 13. Dezember | John Joseph Gerry                | australischer Bischof                                                                        | 90    |       |
| 13. Dezember | André Haddad                     | libanesischer Erzbischof                                                                     | 87    |       |
| 13. Dezember | Klaus Hornung                    | deutscher Politikwissenschaftler und Publizist                                               | 90    |       |
| 13. Dezember | Bill Hudson                      | US-amerikanischer American-Football-Spieler                                                  | 82    |       |
| 13. Dezember | Elżbieta Krawczuk-Trylińska      | polnische Leichtathletin                                                                     | 57    |       |
| 13. Dezember | Frank Lary                       | US-amerikanischer Baseballspieler                                                            | 87    |       |
| 13. Dezember | Dario Malkowski                  | deutscher Bildhauer                                                                          | 91    |       |
| 13. Dezember | Reinhard Mutz                    | deutscher Politologe und Friedensforscher                                                    | 79    |       |
| 13. Dezember | Tommy Nobis                      | US-amerikanischer American-Football-Spieler                                                  | 74    |       |
| 13. Dezember | Kathleen O’Connor                | irische Politikerin und Lehrerin                                                             | 83    |       |
| 13. Dezember | Johannes Osberghaus              | deutscher Kinderevangelist und Autor                                                         | 85    |       |
| 13. Dezember | Willie Pickens                   | US-amerikanischer Jazzpianist                                                                | 86    |       |
| 13. Dezember | Martin Ransohoff                 | US-amerikanischer Filmproduzent                                                              | 90    |       |
| 13. Dezember | Martti Rautio                    | kanadischer Skilangläufer                                                                    | 82    |       |
| 13. Dezember | Charles Zentai                   | ungarisch-australischer Kriegsverbrecher                                                     | 96    |       |
| 12. Dezember | Pat DiNizio                      | US-amerikanischer Musiker                                                                    | 62    |       |
| 12. Dezember | Ludwig Gerdes                    | deutscher Fußballspieler                                                                     | 89    |       |
| 12. Dezember | Marvin Jay Greenberg             | US-amerikanischer Mathematiker                                                               | 81    |       |
| 12. Dezember | Bob Hale                         | britischer Philosoph                                                                         | ≈72   |       |
| 12. Dezember | Peter Hattig                     | deutscher Handballspieler                                                                    | 78    |       |
| 12. Dezember | Manny Jiménez                    | dominikanischer Baseballspieler                                                              | 79    |       |
| 12. Dezember | Sabine Krolak-Schwerdt           | deutsche Psychologin                                                                         | 58    |       |
| 12. Dezember | Edwin M. Lee                     | US-amerikanischer Politiker                                                                  | 65    |       |
| 12. Dezember | Alphonsus Liguori Penney         | kanadischer Erzbischof                                                                       | 93    |       |
| 12. Dezember | Holger Schmid-Schönbein          | deutscher Physiologe und Hochschullehrer                                                     | 80    |       |
| 12. Dezember | Aharon Jehuda Leib Shteinman     | israelischer Rabbiner und Posek                                                              | 104   |       |
| 12. Dezember | Jürgen Siebke                    | deutscher Wirtschaftswissenschaftler und Universitätsrektor                                  | 81    |       |
| 12. Dezember | Harry Sparnaay                   | niederländischer Bassklarinettist, Komponist und Hochschullehrer                             | 73    |       |
| 12. Dezember | Wolfgang Vogel                   | deutscher Politiker                                                                          | 67    |       |
| 12. Dezember | Zarley Zalapski                  | kanadischer Eishockeyspieler                                                                 | 49    |       |
| 11. Dezember | Z. T. Bieniawski                 | polnisch-US-amerikanischer Geotechniker                                                      | 81    |       |
| 11. Dezember | Keith Chegwin                    | britischer Fernsehmoderator                                                                  | 60    |       |
| 11. Dezember | Mildred Goodman                  | kanadische Violinistin                                                                       | 95    |       |
| 11. Dezember | Heike Groos                      | deutsche Medizinerin                                                                         | 57    |       |
| 11. Dezember | Albrecht Harten                  | deutscher Politiker                                                                          | 80    |       |
| 11. Dezember | Gerd Hildebrandt                 | deutscher Forstwissenschaftler                                                               | 94    |       |
| 11. Dezember | Paul Holz                        | deutscher Fußballspieler                                                                     | 65    |       |
| 11. Dezember | Charles Jenkins                  | US-amerikanischer Soldat                                                                     | 77    |       |
| 11. Dezember | Christos M. Joachimides          | griechischer Kunsthistoriker                                                                 | 85    |       |
| 11. Dezember | Vera Katz                        | US-amerikanische Politikerin                                                                 | 84    |       |
| 11. Dezember | Gerhard Knies                    | deutscher Physiker und Erfinder des Desertec-Konzepts                                        | 80    |       |
| 11. Dezember | Peter Kraml                      | österreichischer Kunsterzieher und Publizist                                                 | 70    |       |
| 11. Dezember | Suzanna Leigh                    | britische Schauspielerin                                                                     | 72    |       |
| 11. Dezember | Walter Mafli                     | Schweizer Maler                                                                              | 102   |       |
| 11. Dezember | Bruce Rankin                     | britischer Opernsänger                                                                       | 65    |       |
| 11. Dezember | Hans Richter                     | deutscher Germanist und Literaturwissenschaftler                                             | 89    |       |
| 11. Dezember | Gerhard Witzlack                 | deutscher Psychologe und Pädagoge                                                            | 86    |       |
| 11. Dezember | John P. Yates                    | US-amerikanischer Politiker                                                                  | 96    |       |
| 10. Dezember | Duffy Ayers                      | britische Malerin                                                                            | 102   |       |
| 10. Dezember | John B. Beer                     | britischer Literaturwissenschaftler                                                          | 91    |       |
| 10. Dezember | Bruce Brown                      | US-amerikanischer Dokumentarfilmer                                                           | 80    |       |
| 10. Dezember | Fabrizio Cardarelli              | italienischer Politiker                                                                      | 60    |       |
| 10. Dezember | Manno Charlemagne                | haitianischer Folksänger und Politiker                                                       | 69    |       |
| 10. Dezember | Max Clifford                     | britischer Publizist                                                                         | 74    |       |
| 10. Dezember | María Judith Franco              | puerto-ricanische Schauspielerin                                                             | 92    |       |
| 10. Dezember | Shammai Golan                    | israelischer Schriftsteller                                                                  | 84    |       |
| 10. Dezember | Angry Grandpa                    | US-amerikanische Internet-Persönlichkeit                                                     | 67    |       |
| 10. Dezember | Heinz Hohmeister                 | deutscher Dachdecker und Kirchenmann                                                         | 77    |       |
| 10. Dezember | Joachim Hruschka                 | deutscher Rechtswissenschaftler                                                              | 82    |       |
| 10. Dezember | Doris Jannausch                  | deutsche Schriftstellerin, Theater-Schauspielerin und Kabarettistin                          | 92    |       |
| 10. Dezember | Ray Kassar                       | US-amerikanischer Manager                                                                    | 89    |       |
| 10. Dezember | Otto Kern                        | deutscher Designer und Unternehmer                                                           | 67    |       |
| 10. Dezember | Giuseppe Toni Mascolo            | britischer Friseur und Unternehmer                                                           | 75    |       |
| 10. Dezember | Peter Metzger                    | deutscher Diplomat                                                                           | 80    |       |
| 10. Dezember | Ernst von der Osten-Sacken       | deutscher Fahrradforscher und Hochschullehrer                                                | 80    |       |
| 10. Dezember | Wiktor Potapow                   | sowjetischer Segler                                                                          | 70    |       |
| 10. Dezember | Antonio Riboldi                  | italienischer Bischof                                                                        | 94    |       |
| 10. Dezember | Kristen Rohlfs                   | deutscher Astrophysiker                                                                      | 87    |       |
| 10. Dezember | Günter Rombold                   | österreichischer Theologe, Philosoph und Kunsthistoriker                                     | 92    |       |
| 10. Dezember | Otto Straznicky                  | deutscher Modelleisenbahner                                                                  | 95    |       |
| 10. Dezember | Eva Todor                        | ungarisch-brasilianische Schauspielerin                                                      | 98    |       |
| 9. Dezember  | Horst Beyer                      | deutscher Leichtathlet                                                                       | 77    |       |
| 9. Dezember  | Carl-Jürgen Brandt               | deutscher Unternehmer                                                                        | 71    |       |
| 9. Dezember  | Leonid Bronewoi                  | sowjetischer bzw. russischer Schauspieler                                                    | 88    |       |
| 9. Dezember  | Ian Langford                     | britischer Verleger                                                                          | 61    |       |
| 9. Dezember  | Damian Le Bas                    | britischer Künstler                                                                          | 54    |       |
| 9. Dezember  | Ching Li                         | chinesische Schauspielerin                                                                   | 72    |       |
| 9. Dezember  | Luiz Carlos Maciel               | brasilianischer Schriftsteller, Journalist und Drehbuchautor                                 | 79    |       |
| 9. Dezember  | Benjamin Massing                 | kamerunischer Fußballspieler                                                                 | 55    |       |
| 9. Dezember  | Grant Munro                      | kanadischer Filmemacher und Animator                                                         | 94    |       |
| 9. Dezember  | Leon Rhodes                      | US-amerikanischer Countrymusiker                                                             | 85    |       |
| 9. Dezember  | Gerd Röhrs                       | deutscher Generalmajor                                                                       | 87    |       |
| 9. Dezember  | Roykey                           | niederländischer Reggae-Gitarrist                                                            | 62    |       |
| 9. Dezember  | Karl Schlamminger                | deutscher Bildhauer                                                                          | 82    |       |
| 9. Dezember  | Lionginas Šepetys                | litauischer Politiker zur Zeit der Sowjetunion                                               | 90    |       |
| 9. Dezember  | Tom Zenk                         | US-amerikanischer Wrestler                                                                   | 59    |       |
| 8. Dezember  | Kuno Areng                       | estnischer Chorleiter                                                                        | 88    |       |
| 8. Dezember  | Pál Dárdai                       | ungarischer Fußballspieler und -trainer                                                      | 66    |       |
| 8. Dezember  | Lennart Ehrenborg                | schwedischer Filmproduzent, Drehbuchautor und Filmregisseur                                  | 94    |       |
| 8. Dezember  | Magda Fedor                      | ungarische Sportschützin                                                                     | 103   |       |
| 8. Dezember  | Carlos María Franzini            | argentinischer Erzbischof                                                                    | 66    |       |
| 8. Dezember  | Howard Gottfried                 | US-amerikanischer Filmproduzent                                                              | 94    |       |
| 8. Dezember  | Jack Hayward                     | britischer Politikwissenschaftler                                                            | 86    |       |
| 8. Dezember  | Jane Jeppesen                    | dänische Schauspielerin                                                                      | 90    |       |
| 8. Dezember  | Rudi Maier                       | deutscher Fechter                                                                            | 72    |       |
| 8. Dezember  | Vincent Nguini                   | kamerunischer Gitarrist                                                                      | 65    |       |
| 8. Dezember  | Tubby Raymond                    | US-amerikanischer American-Football-Spieler und -Trainer, sowie Baseballspieler und -trainer | 91    |       |
| 8. Dezember  | Franco Regli                     | Schweizer Neurologe                                                                          | 86    |       |
| 8. Dezember  | Erich Schulze                    | deutscher Verbandsfunktionär, Generaldirektor der GEMA                                       | 104   |       |
| 8. Dezember  | Hilde Thalmann                   | Schweizer Musikredakteurin                                                                   | 86    |       |
| 8. Dezember  | George Touliatos                 | US-amerikanischer Schauspieler                                                               | 87    |       |
| 8. Dezember  | Ocimar Versolato                 | brasilianischer Modeschöpfer                                                                 | 56    |       |
| 8. Dezember  | Morris Zelditch                  | US-amerikanischer Soziologe                                                                  | 89    |       |
| 7. Dezember  | Juan Luis Buñuel                 | französischer Filmregisseur                                                                  | 83    |       |
| 7. Dezember  | John A. Catt                     | britischer Geologe                                                                           | ≈78   |       |
| 7. Dezember  | Süleyman Dilbirliği              | türkischer Soldat und Veteran des Koreakrieges                                               | 91    |       |
| 7. Dezember  | Fred J. Doocy                    | US-amerikanischer Politiker                                                                  | 104   |       |
| 7. Dezember  | Johann Gamberoni                 | italienischer Theologe                                                                       | 96    |       |
| 7. Dezember  | Harry Garstecki                  | deutscher Fußballspieler                                                                     | 83    |       |
| 7. Dezember  | Elmar Jansen                     | deutscher Kunsthistoriker                                                                    | 86    |       |
| 7. Dezember  | Gerhard Lechner                  | österreichischer Mediziner                                                                   | 80    |       |
| 7. Dezember  | Philippe Maystadt                | belgischer Politiker                                                                         | 69    |       |
| 7. Dezember  | Anton Meller                     | österreichisch-deutscher Chemiker                                                            | 85    |       |
| 7. Dezember  | Sunny Murray                     | US-amerikanischer Jazz-Schlagzeuger                                                          | 81    |       |
| 7. Dezember  | Desiderio Navarro                | kubanischer Essayist, Kritiker und Übersetzer                                                | 69    |       |
| 7. Dezember  | Neil Ritchie                     | neuseeländischer Radrennfahrer                                                               | 84    |       |
| 7. Dezember  | Ivana Smit                       | niederländisches Model                                                                       | 18    |       |
| 7. Dezember  | Stefan Sonderegger               | Schweizer Sprachwissenschafter und Namenforscher                                             | 90    |       |
| 7. Dezember  | Tracy Stallard                   | US-amerikanischer Baseballspieler                                                            | 80    |       |
| 7. Dezember  | Christian Stetter                | deutscher Sprachwissenschaftler                                                              | 74    |       |
| 7. Dezember  | Heribert Stroppe                 | deutscher Physiker                                                                           | 85    |       |
| 7. Dezember  | Roland Taylor                    | US-amerikanischer Basketballspieler                                                          | 71    |       |
| 7. Dezember  | Alexander Völker                 | deutscher evangelischer Theologe und Liturgiker                                              | 83    |       |
| 7. Dezember  | Billy Wallace                    | US-amerikanischer Jazzpianist                                                                | 88    |       |
| 6. Dezember  | Helmut Ackermann                 | deutscher Grafiker und Maler                                                                 | 81    |       |
| 6. Dezember  | Yves Ker Ambrun                  | französischer Comiczeichner                                                                  | 63    |       |
| 6. Dezember  | Michael Baumgartl                | deutscher Komponist und Musikkritiker                                                        | 67    |       |
| 6. Dezember  | Conrad Brooks                    | US-amerikanischer Schauspieler                                                               | 86    |       |
| 6. Dezember  | Max Burkhart                     | deutscher Skirennläufer                                                                      | 17    |       |
| 6. Dezember  | Juan José Díaz Galiana           | spanischer Fußballtrainer                                                                    | 68    |       |
| 6. Dezember  | Walter Durth                     | deutscher Verkehrsingenieur                                                                  | 82    |       |
| 6. Dezember  | William Gass                     | US-amerikanischer Schriftsteller                                                             | 93    |       |
| 6. Dezember  | Hans Hurni                       | Schweizer Fußballfunktionär                                                                  | 91    |       |
| 6. Dezember  | George E. Killian                | US-amerikanischer Sportfunktionär                                                            | 93    |       |
| 6. Dezember  | Dominic Mai Luong                | vietnamesisch-US-amerikanischer Bischof                                                      | 76    |       |
| 6. Dezember  | Judith Miller                    | französische Philosophin und Psychoanalytikerin                                              | 76    |       |
| 6. Dezember  | Erna Popp                        | deutsche Apothekerin und Unternehmerin                                                       | 99    |       |
| 6. Dezember  | Henrik Svenungsson               | schwedischer Bischof                                                                         | 84    |       |
| 6. Dezember  | Werner Tscherne                  | österreichischer Publizist und Historiker                                                    | 90    |       |
| 6. Dezember  | Cy Young                         | US-amerikanischer Leichtathlet                                                               | 89    |       |
| 5. Dezember  | August Ames                      | kanadische Pornodarstellerin                                                                 | 23    |       |
| 5. Dezember  | Hans-Ludwig De Vries             | deutscher Mathematiker                                                                       | 89    |       |
| 5. Dezember  | Michel Dighneef                  | belgischer Fußballspieler und Politiker                                                      | 80    |       |
| 5. Dezember  | Uwe Eikemeier                    | deutscher Unternehmer                                                                        | 74    |       |
| 5. Dezember  | Elenito Galido                   | philippinischer Bischof                                                                      | 64    |       |
| 5. Dezember  | Johnny Hallyday                  | französischer Sänger, Songwriter und Schauspieler                                            | 74    |       |
| 5. Dezember  | Norbert Heltschl                 | österreichischer Architekt                                                                   | 98    |       |
| 5. Dezember  | Jean Lanfranchi                  | französischer Fußballspieler und -trainer                                                    | 94    |       |
| 5. Dezember  | Claude Martin                    | französischer Ruderer                                                                        | 87    |       |
| 5. Dezember  | Ron Meyer                        | US-amerikanischer American-Football-Trainer                                                  | 76    |       |
| 5. Dezember  | Michael I.                       | rumänischer König                                                                            | 96    |       |
| 5. Dezember  | Thor Munkager                    | dänischer Handballspieler und -trainer                                                       | 66    |       |
| 5. Dezember  | Heinz Neudecker                  | niederländischer Wirtschaftsmathematiker                                                     | 84    |       |
| 5. Dezember  | Cristina Nicolau                 | rumänische Leichtathletin                                                                    | 40    |       |
| 5. Dezember  | Jean d’Ormesson                  | französischer Schriftsteller und Journalist                                                  | 92    |       |
| 5. Dezember  | Joachim Sanden                   | deutscher Jurist                                                                             | 52    |       |
| 5. Dezember  | Svein Scharffenberg              | norwegischer Schauspieler und Regisseur                                                      | 78    |       |
| 5. Dezember  | Jacques Simon                    | französischer Fußballspieler                                                                 | 76    |       |
| 4. Dezember  | Armenak Alatschatschjan          | sowjetischer Basketballspieler                                                               | 86    |       |
| 4. Dezember  | Robert Alt                       | Schweizer Bobfahrer                                                                          | 90    |       |
| 4. Dezember  | Hanswalter Giesekus              | deutscher Physiker und Rheologe                                                              | 95    |       |
| 4. Dezember  | Jimmy Hood                       | britischer Politiker                                                                         | 69    |       |
| 4. Dezember  | Henning Jensen                   | dänischer Fußballspieler                                                                     | 68    |       |
| 4. Dezember  | Shashi Kapoor                    | indischer Schauspieler                                                                       | 79    |       |
| 4. Dezember  | Jossi Kaufmann                   | deutsch-israelischer Fotograf und Kameramann                                                 | 81    |       |
| 4. Dezember  | Christine Keeler                 | britisches Model                                                                             | 75    |       |
| 4. Dezember  | Manuel Marín                     | spanischer Politiker                                                                         | 68    |       |
| 4. Dezember  | Gabriela Morreale                | italienisch-spanische Biochemikerin und Medizinerin                                          | 87    |       |
| 4. Dezember  | Gregory Rigters                  | surinamischer Fußballspieler                                                                 | 32    |       |
| 4. Dezember  | Klaus Ruckpaul                   | deutscher Mediziner                                                                          | 87    |       |
| 4. Dezember  | Ali Abdullah Salih               | jemenitischer Politiker                                                                      | 75    |       |
| 4. Dezember  | Ömer Naci Soykan                 | türkischer Philosoph                                                                         | 72    |       |
| 4. Dezember  | Carles Santos Ventura            | spanischer Komponist und Künstler                                                            | 77    |       |
| 4. Dezember  | James R. Thompson                | US-amerikanischer Statistiker                                                                | 79    |       |
| 3. Dezember  | John B. Anderson                 | US-amerikanischer Politiker                                                                  | 95    |       |
| 3. Dezember  | Slobodan Ćurčić                  | US-amerikanischer Kunsthistoriker und Byzantinist                                            | 76    |       |
| 3. Dezember  | Elmar Faber                      | deutscher Verleger                                                                           | 83    |       |
| 3. Dezember  | Horst Fassel                     | deutscher Philologe                                                                          | 75    |       |
| 3. Dezember  | Josef Faustenhammer              | österreichischer Politiker                                                                   | 82    |       |
| 3. Dezember  | Thomas Finlay                    | irischer Politiker und Richter                                                               | 95    |       |
| 3. Dezember  | Patrick Henry                    | französischer Mörder                                                                         | 64    |       |
| 3. Dezember  | Klaus Jürgen-Fischer             | deutscher Maler                                                                              | 87    |       |
| 3. Dezember  | Horst Lerche                     | deutscher Maler                                                                              | 79    |       |
| 3. Dezember  | Manuel Moldes                    | spanischer Maler                                                                             | 68    |       |
| 3. Dezember  | Kjell Opseth                     | norwegischer Politiker                                                                       | 81    |       |
| 3. Dezember  | Carl Axel Petri                  | schwedischer Politiker und Jurist                                                            | 88    |       |
| 3. Dezember  | Ewald Schurer                    | deutscher Politiker                                                                          | 63    |       |
| 3. Dezember  | Ian Twitchin                     | englischer Fußballspieler und -trainer                                                       | 65    |       |
| 3. Dezember  | Irene Wedell                     | deutsche Malerin, Zeichnerin und Modeschöpferin                                              | 78    | [ 2 ] |
| 3. Dezember  | Roswitha Wisniewski              | deutsche Literaturwissenschaftlerin und Politikerin                                          | 91    |       |
| 2. Dezember  | Horst Baier                      | deutscher Soziologe                                                                          | 84    |       |
| 2. Dezember  | William Blankenship              | US-amerikanischer Tenor                                                                      | 89    |       |
| 2. Dezember  | Ivan Chermayeff                  | US-amerikanischer Grafikdesigner                                                             | 85    |       |
| 2. Dezember  | Bolívar Gaudin                   | uruguayischer Maler und Bildhauer                                                            | 85    |       |
| 2. Dezember  | Pierre Gensous                   | französischer Gewerkschafter und Politiker                                                   | 92    |       |
| 2. Dezember  | Klaus-Dietrich Günther           | deutscher Ernährungs- und Tierphysiologe                                                     | 91    |       |
| 2. Dezember  | Jerzy Kłoczowski                 | polnischer Historiker                                                                        | 92    |       |
| 2. Dezember  | Ulli Lommel                      | deutscher Schauspieler und Filmregisseur                                                     | 72    |       |
| 2. Dezember  | Mundell Lowe                     | US-amerikanischer Jazzmusiker                                                                | 95    |       |
| 2. Dezember  | Albrik Lüthy                     | Schweizer Ökonom                                                                             | 92    |       |
| 2. Dezember  | Edwin Mosquera                   | kolumbianischer Gewichtheber                                                                 | 32    |       |
| 2. Dezember  | Wolfgang Niederhöfer             | deutscher Heimatforscher und Mühlenexperte                                                   | 85    |       |
| 2. Dezember  | Manfred Rexin                    | deutscher Journalist                                                                         | 82    |       |
| 2. Dezember  | Gotthard B. Schicker             | deutscher Publizist und Kulturwissenschaftler                                                | 71    |       |
| 2. Dezember  | Hannes Schiel                    | österreichischer Schauspieler                                                                | 103   |       |
| 2. Dezember  | Nava Semel                       | israelische Journalistin und Schriftstellerin                                                | 63    |       |
| 2. Dezember  | Alan Sinfield                    | britischer Literaturwissenschaftler                                                          | 75    |       |
| 2. Dezember  | Elke Ulrich                      | deutsche Malerin und Grafikerin                                                              | 77    |       |
| 2. Dezember  | Edwin Vedejs                     | US-amerikanischer Chemiker                                                                   | 76    |       |
| 1. Dezember  | Adarsh Sein Anand                | indischer Jurist                                                                             | 81    |       |
| 1. Dezember  | Josef Bergmoser                  | deutscher Verleger                                                                           | 90    |       |
| 1. Dezember  | Alfred Casper                    | deutscher Pferdezüchter und Gestütsbesitzer                                                  | 85    |       |
| 1. Dezember  | Enrico Castellani                | italienischer Maler                                                                          | 87    |       |
| 1. Dezember  | Mario Escalera                   | US-amerikanischer Jazzmusiker                                                                | 77    |       |
| 1. Dezember  | Ernie Fazio                      | US-amerikanischer Baseballspieler                                                            | 75    |       |
| 1. Dezember  | Åshild Hauan                     | norwegische Politikerin                                                                      | 76    |       |
| 1. Dezember  | Bud LaLonde                      | US-amerikanischer Wirtschaftswissenschaftler                                                 | 84    |       |
| 1. Dezember  | Joachim Langner                  | deutscher Architekt                                                                          | 88    |       |
| 1. Dezember  | Philipp Graf Lerchenfeld         | deutscher Politiker                                                                          | 65    |       |
| 1. Dezember  | Nora Mank                        | deutsche Balletttänzerin                                                                     | 82    |       |
| 1. Dezember  | Alice Maria                      | portugiesische Fado-Sängerin                                                                 | 85    |       |
| 1. Dezember  | Fredy Schmidtke                  | deutscher Radsportler                                                                        | 56    |       |
| 1. Dezember  | Reinhold Schwarz                 | deutscher Gynäkologe                                                                         | 88    |       |
| 1. Dezember  | Günter Stahn                     | deutscher Architekt                                                                          | 78    |       |
| 1. Dezember  | Jeter Thompson                   | US-amerikanischer Jazzmusiker                                                                | 87    |       |
| 1. Dezember  | Uli Vos                          | deutscher Hockeyspieler                                                                      | 71    |       |
| 1. Dezember  | Perry Wallace                    | US-amerikanischer College-Basketballspieler, Jurist und Hochschullehrer                      | 69    |       |
| 1. Dezember  | Hermann K.-G. Walter             | deutscher Informatiker                                                                       | 75    |       |
| 1. Dezember  | Horst Weinheimer                 | deutscher Schauspieler                                                                       | 87    |       |

### Datum unbekannt
| Tag                                 | Name               | Beruf, bekannt als                         | Alter | Beleg |
| ----------------------------------- | ------------------ | ------------------------------------------ | ----- | ----- |
| Tod bekannt gegeben am 31. Dezember | Philippe Rondot    | französischer General                      | 81    |       |
| Tod bekannt gegeben am 24. Dezember | Jacques Chérèque   | französischer Gewerkschafter und Politiker | 89    |       |
| Tod bekannt gegeben am 23. Dezember | Philipp L’heritier | österreichischer Journalist                | 40    |       |
| Tod bekannt gegeben am 18. Dezember | Michael Mortimore  | britischer Geograph                        | 80    |       |
| 17. oder 18. Dezember               | Mohammed Eshtewi   | libyscher Politiker                        | ?     |       |
| tot aufgefunden am 15. Dezember     | Bernard Sherman    | kanadischer Unternehmer und Milliardär     | ≈75   |       |
| tot aufgefunden am 13. Dezember     | Yurizan Beltran    | US-amerikanische Pornodarstellerin         | 31    |       |
| Tod bekannt gegeben am 10. Dezember | Iwan Stojanow      | bulgarischer Fußballspieler                | 68    |       |
| Tod bekannt gegeben am 6. Dezember  | John Buckingham    | US-amerikanischer Tubist                   | ≈77   |       |